# Final de la Copa Rey Fahd 1992
El partido final de la Copa Rey Fahd de 1992 se celebró en el Estadio Rey Fahd ubicado en la ciudad de Riad (Arabia Saudita), el 20 de octubre de 1992. El título fue disputado entre la selección de Argentina y Arabia Saudita, los albicelestes llegaron a la instancia definitiva luego de derrotar a Costa de Marfil en una de las semifinales, mientras que los locales hicieron lo propio contra Estados Unidos en la otra llave.
Argentina dominó siempre en el marcador, con  goles de Leo Rodríguez y Caniggia en el primer tiempo, y un tanto de Simeone en la segunda mitad. Finalmente, Saeed Al-Owairan señaló el tanto de los árabes que le dio cifras definitivas al juego. De esta manera, Argentina se convirtió en el primer ganador del torneo, que posteriormente, pasó a denominarse Copa FIFA Confederaciones.

## Enfrentamiento
| Bandera de Arabia Saudita | vs. | Bandera de Argentina |
| Arabia Saudita 1          | vs. | Argentina 3          |
| ------------------------- | --- | -------------------- |

## Camino a la final
| Arabia Saudita | Arabia Saudita | Ronda        | Argentina       | Argentina |
| -------------- | -------------- | ------------ | --------------- | --------- |
| Rival          | Resultado      | Segunda fase | Rival           | Resultado |
| Estados Unidos | 0–3            | Semifinales  | Costa de Marfil | 4–0       |

## Partido
| 1          | Guardameta     | Saud Al-Otaibi       |     |
| 2          | Defensa        | Abdullah Al-Dosari   |     |
| 4          | Defensa        | Salem Al-Alawi       |     |
| 3          | Defensa        | Abdulrahman Al-Roomi |     |
| 6          | Defensa        | Fuad Amin            |     |
| 5          | Centrocampista | Mohammed Al-Khilaiwi |     |
| 8          | Centrocampista | Fahad Al-Bishi       | 67' |
| 14         | Centrocampista | Khalid Al-Muwallid   |     |
| 16         | Centrocampista | Khaled Al-Hazaa      |     |
| 7          | Delantero      | Saeed Owairan        |     |
| 10         | Delantero      | Sami Al-Jaber        | 45' |
| Entrenador | Entrenador     | Nelsinho Rosa        |     |

| 1          | Guardameta     | Sergio Goycochea     |     |
| 4          | Defensa        | Fabián Basualdo      |     |
| 2          | Defensa        | Sergio Vazquez       |     |
| 6          | Defensa        | Oscar Ruggeri        |     |
| 3          | Defensa        | Ricardo Altamirano   |     |
| 8          | Centrocampista | José Luis Villarreal | 81' |
| 5          | Centrocampista | Fernando Redondo     |     |
| 10         | Centrocampista | Diego Simeone        |     |
| 20         | Centrocampista | Leonardo Rodríguez   | 73' |
| 7          | Delantero      | Claudio Caniggia     |     |
| 9          | Delantero      | Gabriel Batistuta    |     |
| Entrenador | Entrenador     | Alfio Basile         |     |

| 11 | Delantero | Fahad Al-Mehallel | 45' |
| 17 | Delantero | Abdul Al-Rozan    | 67' |

| 14 | Delantero      | Alberto Acosta | 73' |
| 11 | Centrocampista | Diego Cagna    | 81' |

| Amonestado | 47' | Fuad Amin |

| Amonestado | 28' | Diego Simeone   |
| Amonestado | 62' | Fabián Basualdo |

| Anotado | 65' | Saeed Owairan | 1-3 |

| Anotado | 18' | Leonardo Rodríguez | 0-1 |
| Anotado | 26' | Claudio Caniggia   | 0-2 |
| Anotado | 64' | Diego Simeone      | 0-3 |

| Árbitro             | An-Yan Lim Kee Chong     |
| Árbitros asistentes | Rodrigo Badilla Sequeira |
| Árbitros asistentes | Jamal Al Sharif          |

| 1          | Guardameta     | Saud Al-Otaibi       |     |
| 2          | Defensa        | Abdullah Al-Dosari   |     |
| 4          | Defensa        | Salem Al-Alawi       |     |
| 3          | Defensa        | Abdulrahman Al-Roomi |     |
| 6          | Defensa        | Fuad Amin            |     |
| 5          | Centrocampista | Mohammed Al-Khilaiwi |     |
| 8          | Centrocampista | Fahad Al-Bishi       | 67' |
| 14         | Centrocampista | Khalid Al-Muwallid   |     |
| 16         | Centrocampista | Khaled Al-Hazaa      |     |
| 7          | Delantero      | Saeed Owairan        |     |
| 10         | Delantero      | Sami Al-Jaber        | 45' |
| Entrenador | Entrenador     | Nelsinho Rosa        |     |

| 1          | Guardameta     | Sergio Goycochea     |     |
| 4          | Defensa        | Fabián Basualdo      |     |
| 2          | Defensa        | Sergio Vazquez       |     |
| 6          | Defensa        | Oscar Ruggeri        |     |
| 3          | Defensa        | Ricardo Altamirano   |     |
| 8          | Centrocampista | José Luis Villarreal | 81' |
| 5          | Centrocampista | Fernando Redondo     |     |
| 10         | Centrocampista | Diego Simeone        |     |
| 20         | Centrocampista | Leonardo Rodríguez   | 73' |
| 7          | Delantero      | Claudio Caniggia     |     |
| 9          | Delantero      | Gabriel Batistuta    |     |
| Entrenador | Entrenador     | Alfio Basile         |     |

| 11 | Delantero | Fahad Al-Mehallel | 45' |
| 17 | Delantero | Abdul Al-Rozan    | 67' |

| 14 | Delantero      | Alberto Acosta | 73' |
| 11 | Centrocampista | Diego Cagna    | 81' |

| Amonestado | 47' | Fuad Amin |

| Amonestado | 28' | Diego Simeone   |
| Amonestado | 62' | Fabián Basualdo |

| Anotado | 65' | Saeed Owairan | 1-3 |

| Anotado | 18' | Leonardo Rodríguez | 0-1 |
| Anotado | 26' | Claudio Caniggia   | 0-2 |
| Anotado | 64' | Diego Simeone      | 0-3 |

| Árbitro             | An-Yan Lim Kee Chong     |
| Árbitros asistentes | Rodrigo Badilla Sequeira |
| Árbitros asistentes | Jamal Al Sharif          |

|                               |
| Bandera de Argentina          |
| Campeón Argentina 1.er título |